# Campionati africani di atletica leggera 2018 - 400 metri ostacoli femminili
La specialità dei 400 metri ostacoli femminili ai campionati africani di atletica leggera di Asaba 2018 si è svolta il 4 e 5 agosto allo Stadio Stephen Keshi.

## Risultati

### Batterie
Qualificazione: i primi 3 di ogni batteria (Q) ed i 2 tempi più veloci degli esclusi (q) si qualificano in finale.
| Class | Gruppo | Nome                     | Nazione      | Tempo   | Note |
| ----- | ------ | ------------------------ | ------------ | ------- | ---- |
| 1     | 1      | Lamiae Lhabze            | Marocco      | 58.07   | Q    |
| 2     | 1      | Rita Ossai               | Nigeria      | 58.22   | Q    |
| 3     | 1      | Jane Chege               | Kenya        | 59.78   | Q    |
| 4     | 1      | Audrey Nkamsao           | Camerun      | 1:00.03 | q    |
| 5     | 1      | Rokya Fofana             | Burkina Faso | ?:??.?? |      |
| 6     | 1      | Gebeyanesh Gadecha       | Etiopia      | 1:00.88 |      |
| 8     | 1      | Abrar Osman Osman        | Sudan        | 1:05.95 |      |
| 1     | 2      | Glory Onome Nathaniel    | Nigeria      | 55.96   | Q    |
| 2     | 2      | Wenda Nel                | Sudafrica    | 57.47   | Q    |
| 3     | 2      | Maureen Jelagat Maiyo    | Kenya        | ?:??.?? | Q    |
| 4     | 2      | Uwemedino Akpan Abasiono | Nigeria      | ?:??.?? | q    |
| 5     | 2      | Olga Razanamalala        | Madagascar   | ?:??.?? |      |
| 6     | 2      | Tasabih Mohamed          | Sudan        | ?:??.?? |      |
| 6     | 2      | Fatoumata Koala          | Burkina Faso | ?:??.?? |      |
| N.D.  | 2      | Mosisa Siyoum            | Etiopia      | dns     |      |

### Finale
| Class   | Corsia | Atleta                   | Nazione   | Tempo   | Note |
| ------- | ------ | ------------------------ | --------- | ------- | ---- |
| Oro     | 3      | Glory Onome Nathaniel    | Nigeria   | 55.53   |      |
| Argento | 6      | Lamiae Lhabze            | Marocco   | 56.66   |      |
| Bronzo  | 4      | Wenda Nel                | Sudafrica | 57.04   |      |
| 4       | 7      | Maureen Jelagat Maiyo    | Kenya     | 57.27   |      |
| 5       | 5      | Rita Ossai               | Nigeria   | 59.11   |      |
| 6       | 8      | Jane Chege               | Kenya     | 59.63   |      |
| 7       | 1      | Uwemedino Akpan Abasiono | Nigeria   | 1:00.57 |      |
| 8       | 2      | Audrey Nkamsao           | Camerun   | 1:01.35 |      |